# カタマルカ州
カタマルカ州（カタマルカしゅう）はアルゼンチンの州。人口は429,556人（2022年国勢調査）。州都はサン・フェルナンド・デル・バジェ・デ・カタマルカ。

## 地理
州西部のアンデス山脈に塩湖が多く、2009年にラムサール条約登録地となった。一帯はコバシフラミンゴ、アンデスフラミンゴ、オニオオバン、アンデスソリハシセイタカシギ、カンムリガモの亜種のLophonetta specularioides alticola、ビクーニャ、クルペオギツネ、カエルのTelmatobius hauthali、アンデスネコ、チンチラ、アメリカウズラシギ、ヒメウズラシギ、コキアシシギなどの生息地である。
オンブレ・ムエルト塩湖はリチウム採掘の拠点として注目されており、2018年には韓国の鉄鋼メーカーであるポスコが採掘権を取得した。

## 隣接州
- サルタ州
- トゥクマン州
- サンティアゴ・デル・エステロ州
- コルドバ州
- ラ・リオハ州
- アタカマ州
- アントファガスタ州

## 下位行政区画
1. アンバト・デパルタメント（英語版）
2. アンカスティ・デパルタメント（英語版）
3. アンダルガラ・デパルタメント（英語版）
4. アントファガスタ・デ・ラ・シエーラ・デパルタメント（英語版）
5. ベレン・デパルタメント（英語版）
6. カパジャン・デパルタメント（英語版）
7. カピタル・デパルタメント (カタマルカ州)（英語版）
8. エル・アルト・デパルタメント（英語版）
9. フライ・マメルト・エスキウ・デパルタメント（英語版）
10. ラ・パス・デパルタメント (カタマルカ州)（英語版）
11. ピクリン・デパルタメント（英語版）
12. ポマン・デパルタメント（英語版）
13. サンタ・マリア・デパルタメント (カタマルカ州)（英語版）
14. サンタ・ローサ・デパルタメント (カタマルカ州)（英語版）
15. ティノガスタ・デパルタメント（英語版）
16. バジェ・ビエホ・デパルタメント（英語版）